# Большой Таз
Большой Таз — река в Кемеровской области России. Впадает в Тельбес в 20 км от устья по правому берегу. Высота устья — 275 м над уровнем моря.
Длина реки — 77 км, площадь водосборного бассейна — 654 км².
В середине XX века на берегу речки существовало поселение Большой Таз.

## Бассейн
(указано расстояние от устья)
- 12 км справа: Кундель
  - 5 км слева: Монастырка
  - 14 км слева: река без названия
- 37 км справа: Средний Меч
- 47 км справа: Большой Меч
- 55 км справа: Чёрный Таз
- 58 км справа: Малый Таз (приток Большого Таза)
  - 6 км справа: Мастакол

## Данные водного реестра
По данным государственного водного реестра России относится к Верхнеобскому бассейновому округу, водохозяйственный участок реки — Кондома, речной подбассейн реки — Томь. Речной бассейн реки — (Верхняя) Обь до впадения Иртыша.